# Future Memories
Future Memories — седьмой студийный альбом немецкого музыканта и продюсера электронной музыки Андре Таннебергера, выпущенный 1 мая 2009 года.

## Об альбоме
В середине весны 2008 года на пресс-конференции в Москве Андре обмолвился о начале работы над восьмым студийным альбомом.
На сервисе MySpace певица Аруна распространила новость, что работает с ATB над композицией для его нового альбома, релиз которого должен состояться в сентябре. 5 мая на официальном форуме Андре подтвердил, что уже завершена первая клубная версия для нового сингла, однако позже заявил, что пока ничего не может сказать относительно релиза сингла, поскольку он привязан к выходу альбома, который ещё не готов.
Свойственное молчание Андре периодически нарушала Аруна в своём блоге, сообщая информацию о новом альбоме. В августе она раскрыла возможное название одного из треков — «Start A Fire», а позже обнародовала название ещё одного — «Legacy». Кроме того, она сообщила приблизительную дату релиза нового диска — конец 2008 года, а не на сентябрь, как предполагалось ранее. Как стало известно в октябре, дата снова поменялась, Андре назвал ей уже февраль, хотя Аруна призывала поклонников не слишком надеяться на эту дату.
Вскоре сам Андре развеял слухи и поделился, что на протяжении зимы — с декабря 2008 года по февраль 2009 года — будет записывать новый альбом ATB в своей немецкой студии. Чтобы плотно сконцентрироваться на работе, Андре временно прекратил выступления. Первые результаты появились на официальной странице MySpace, где появился трейлер — небольшой видеоролик, используемый для анонсирования диска, который Таннебергер смонтировал сам. Все последующие объявления касательного альбома также появлялись в личном блоге.
В феврале 2009 года Андре раскрыл название диска — «Future Memories» и подтвердил, что слушатели услышат голоса Роберты Картер Харрисон (англ. Roberta Carter Harrison) и Тифф Лейси (англ. Tiff Lacey). Весной был обнародован официальный трек-лист двойного альбома и десятиминутный микс из избранных композиций.
По словам Андре, его слушателей ждал очередной сюрприз. Звучание нового альбома снова изменится вместе с музыкантом. Он устал от повторяющихся семплов, наскучивших мелодий и настроений в транс-музыке. Погрузившись в долгие эксперименты, он нашёл нечто свежее, революционное, что зазвучит по-другому. Вместе с эволюцией звучания, Андре решил снова на первый план вывести мелодию, чтобы главный акцент был на ней, а не на голосе.
Поп-звучание «Трилогии», что многие критиковали, уступило своё место доминирующему электронному звуку. В альбоме есть треки с частотой более 160 ударов в минуту, которые характерны для драм-н-бейса.
Во время подготовки диска, Андре успели поработать с Джошем Галлаханом (англ. Josh Gallahan), Хейли (англ. Haley), Бетси Ларкин (англ. Betsie Larkin), Аруной (англ. Aruna), Тифф Лейси (англ. Tiff Lacey), Робертой Картер Харрисон (англ. Roberta Carter Harrison), Apple&Stone, Jades, Flanders.

## Обложка и оформление
Начиная с этого альбома, с Андре сотрудничает и занимается оформлением будущих релизов дизайнер Себастьян Зелиг (нем. Sebastian Seelig). Для оформления буклета и обложки Себастьян выбрал коричневые тона, которые присутствовали и в обложках синглов. Фотографии и клип «What About Us» сняты Марком Фойерстаке (нем. Mark Feuerstake). Другой клип, «L.A. Nights», смонтировал сам Андре.

### Список композиций

#### CD1
| №   | Название                                 | Автор(ы)                                                   | Длительность |
| --- | ---------------------------------------- | ---------------------------------------------------------- | ------------ |
| 1.  | «L.A. Nights»                            | A. Tanneberger                                             | 4:32         |
| 2.  | «What About Us»                          | A. Tanneberger, J. Loechel, R. Dittmann                    | 5:35         |
| 3.  | «Swept Away»                             | A. Tanneberger, K. Harrison, R. Dittmann                   | 6:40         |
| 4.  | «A New Day»                              | A. Tanneberger, B. Larkin, J. D’Uva                        | 4:59         |
| 5.  | «My Everything»                          | A. Tanneberger, T. Lacey                                   | 5:04         |
| 6.  | «Summervibes with 9PM»                   | A. Tanneberger                                             | 5:30         |
| 7.  | «Gravity»                                | A. Tanneberger, R. Raddon, F. Bjarnson                     | 5:56         |
| 8.  | «Luminescence (ATB pres. Josh Gallahan)» | R. Dittmann                                                | 4:29         |
| 9.  | «Behind (ATB pres. Flanders)»            | V. Callea, F. Abbate, A. Brunetto, M. Giudice, G. Fraglica | 3:58         |
| 10. | «Future Memories»                        | A. Tanneberger                                             | 5:57         |
| 11. | «Still Here»                             | A. Tanneberger, T. Lacey                                   | 5:36         |
| 12. | «My Saving Grace»                        | A. Tanneberger, A. Abrams, R. Dittmann                     | 4:08         |
| 13. | «Terra 260273»                           | A. Tanneberger                                             | 5:47         |
| 14. | «Communicate (ATB pres. Jades)»          | A. Tanneberger, R. Dittmann, J. Loechel                    | 4:05         |

#### CD2
| №   | Название                                              | Автор(ы)                                                   | Длительность |
| --- | ----------------------------------------------------- | ---------------------------------------------------------- | ------------ |
| 1.  | «Talismanic»                                          | A. Tanneberger, R. Dittmann                                | 5:46         |
| 2.  | «Missing»                                             | T. Thorn, B. Watt                                          | 4:16         |
| 3.  | «Horizon»                                             | A. Tanneberger                                             | 6:24         |
| 4.  | «Voices»                                              | A. Tanneberger                                             | 4:33         |
| 5.  | «Behind (ATB pres. Flandres) (ATB’s Ambient Version)» | V. Callea, F. Abbate, A. Brunetto, M. Giudice, G. Fraglica | 3:42         |
| 6.  | «Authentic Reaction (ATB pres. Apple&Stone)»          | Róbert Janiček                                             | 3:55         |
| 7.  | «Careless»                                            | A. Tanneberger, R. Dittmann                                | 7:07         |
| 8.  | «Twilight»                                            | A. Tanneberger, R. Dittmann                                | 6:38         |
| 9.  | «Listen To Me»                                        | A. Tanneberger                                             | 4:09         |
| 10. | «Living Life Over»                                    | A. Tanneberger, R. Dittmann                                | 5:37         |
| 11. | «Silent Meaning»                                      | A. Tanneberger                                             | 5:34         |
| 12. | «Malibu Road»                                         | A. Tanneberger                                             | 4:22         |

### Издания
| Страна   | Дата | Лейбл            | Формат     | Каталог          |
| Германия | 2009 | Kontor Records   | CD+CD      | K710, 0196962KON |
| Польша   | 2009 | Magic Records    | CD+CD      | 270751-1         |
| Россия   | 2009 | Танцевальный Рай | CD+CD      | ТР-728           |
| Украина  | 2009 | HitLab           | CD+CD      | HIT 001          |
| Германия | 2009 | Kontor Records   | CD+CD, DVD | K710, 0196968KON |
| Польша   | 2009 | Magic Records    | CD+CD, DVD | 0602527075174    |
| Тайвань  | 2009 | Alpha Music      | CD+CD, DVD | 35CD-60032       |
| Германия | 2009 | Kontor Records   | MP3        | 881226445628     |

### Форматы
- CD+CD двойное издание — содержащее 26 композиций альбома
- CD+CD, DVD двойное издание с DVD-диском — содержащее 26 композиций альбома, журнал путешественника с субтитрами на английском языке, запись альбома и видеоклип «What About Us»
- MP3 цифровое двойное издание распространяющееся в онлайн-магазине iTunes Store — содержащее 26 композиций альбома, эксклюзивный микс на композицию «L.A. Nights», видеоклип «What About Us» и минимикс из выбранных треков

### Интересные факты
- Друг Андре, Руди, представлен в альбоме как отдельный музыкант под псевдонимом Джош Галлахан.
- Словацкий дуэт Apple&Stone и их трек «Authentic Reaction» Андре выбрал из раздела демо на официальном сайте.
- Сингл «Behind» итальянцев Flanders покорил[стиль] АТВ, после чего он решил сделать свою версию композиции вместе с авторами оригинала.

### Синглы
В процессе рекламной кампании Андре решил отказаться от стандартного выпуска синглов перед альбомом. По новой концепции слушателю представят сразу три новых трека и три видео вместе с выпуском новой пластинкой. Первый двойной сингл «What About Us / L.A. Nights» вышел 1 мая. Из-за низких продаж физических носителей релиз состоялся в цифровом виде. Кроме отсутствия привычной пластиковой коробки, удручает[стиль] отсутствие авторских и сторонних ремиксов.
Второй сингл был «Behind».
| Обложка | Информация                                                                          | Трек-лист |
| ------- | ----------------------------------------------------------------------------------- | --- |
|         | «What About Us / L.A. Nights» - Вышел: 2009 - Лейбл: Kontor Records - Носители: MP3 | 1. What About Us (Radio Edit) 2. L.A. Nights (Radio edit) 3. What About Us (Original Mix)                                                                                        |
|         | «Behind» - Вышел: 2009 - Лейбл: Kontor Records - Носители: MP3                      | 1. Club Mix 2. EDX Ibiza Sunrise Remix 3. EDX Ibiza Sunrise Re-dub 4. Markus Gardeweg Remix 5. Taylor & Gallahan Remix 6. ATB vs. Callea Re-edit 7. EDX Ibiza Sunrise Radio Edit |

## Участники записи
- Автор композиции «Luminescence» Руди Дитман (Rudi Dittmann)
- Авторы оригинальной композиции «Behind» Винченцо Каллеа (Vincenzo Callea), Франческо Аббате (Francesco Abbate), Алессандро Брунетто (Alessandro Brunetto), Марко Джудиче (Marco Giudice), Джульяна Фральика (Giuliana Fraglica)
- Автор композиции «Authentic Reaction» Роберт Яничек (Róbert Janiček)
- Трейси Торн (Tracey Thorn) и Бэн Уотт (Ben Watt) — авторы оригинальной композиции «Missing»
- Андре Таннебергер (Andre Tanneberger), Руди Дитман (Rudi Dittmann) — сведение
- Андре Таннебергер (Andre Tanneberger), Винченцо Каллеа (Vincenzo Callea) — запись и аранжировка «Behind»
- Ян Лёээл (Jan Löehel), Роберта Картер Харрисон (Roberta Carter Harrison), Бетси Ларкин (Betsie Larkin), Тифф Лейси (Tiff Lacey), Хейли (Haley), Джульяна Фральика (Giuliana Fraglica), Аруна (Aruna), Андре Таннебергер (Andre Tanneberger) — вокал
- Руди Дитман (Rudi Dittmann), Ян Лёээл (Jan Löehel), Кен Харрисон (Ken Harrison), Бетси Ларкин (Betsie Larkin), Тифф Лейси (Tiff Lacey), Райан Рэддон (Ryan Raddon), Финн Бьярнсон (Finn Bjarnson), Аруна (Aruna) — соавторы
- Jon D’Uva — запись голоса в «A New Day»